# Стирківці
Стирківці — село в Україні, в Шептицькому районі Львівської області. Населення становить 171 осіб.

## Назва
За роки радянської влади село в документах називали «Стерківці». 1989 р. селу надали сучасну назву.